# Fahrenheit 451 (film din 2018)
Fahrenheit 451 este un film dramatic distopic american din 2018, scenarizat și regizat de Ramin Bahrani. Este bazat pe o carte cu același nume, Fahrenheit 451 de Ray Bradbury. În distribuție sunt Michael B. Jordan, Michael Shannon, Sofia Boutella, Lilly Singh, Grace Lynn Kung și Martin Donovan. Totul se întâmplă într-o Americă a viitorului, filmul urmărește un „pompier” a cărui meserie este să ardă cărțile care în societatea de atunci erau ilegale, însă el începe să își pună întrebări despre societatea în care trăiește după ce se întâlnește cu o femeie tânără. După premiera de la Festivalul de Film de la Cannes 2018, filmul s-a lansat pe HBO în 19 mai 2018.

## Intriga
În viitor, după al doilea război civil, cea mai mare lectură din America este limitată la internet și se numește „cei 9” și majoritatea cărților sunt interzise. Restul cărților trebuie să fie arse de către pompieri care fac parte din Minister, un regim fascist dictatorial care susține faptul că dacă se citește literatura „greșită” pot apărea diferite probleme, precum: nefericire, probleme mentale și conflict de opinii. Guy Montag, un pompier din Cleveland, își face treaba fără să pună întrebări, crezând că dacă îi urmează pașii tatălui lui, servește și protejează societatea. Toate acestea se schimbă când se întâlnește cu o informatoare pe nume Clarisse, care îl face să își calculeze acțiunile și îi spune o parte din adevărata istorie a Americii și cum a crescut atât de mult Ministerul. Când într-un final el decide să se împotrivească și înțelege cum „Eels” (proscrișii cititori) citesc, el realizează că vrea și el să citească. Montag decide să îi ajute pe rebeli care au un plan să reproducă toată informația lor prin animale. Acest grup de rebeli a introdus nenumărate cărți în ADN-ul unei păsări, ca aceasta să poată astfel încât să poată trăi și să supraviețuiască încercărilor pompierilor de a distruge cărțile. 
Montag este confruntat de căpitanul Beatty și se găsește fugind de pompieri în timp ce încearcă să găsească un grup de Eels. Casa Eels a fost descoperită de un pompier; Montag găsește pasărea și plasează un transmițător în ea pentru ca aceasta să găsească drumul spre oamenii de știință din Canada. Căpitanul Beatty îl confruntă și încearcă să îl oprească, dar îi permite păsării să zboare și să scape. După ce Montag îi dă drumul păsării, Beatty îl arde de viu într-o clipă de furie. Pasărea ajunge în Canada și se reunește cu un stol mare de alte păsări.

## Distribuție
- Michael B. Jordan, în rolul Guy Montag
- Michael Shannon, în rolul Capitan John Beatty
- Sofia Boutella, în rolul Clarisse McClellan
- Khandi Alexander, în rolul Toni Morrison
- Lilly Singh, în rolul Raven
- Martin Donovan, în rolul Comisarul Nyari
- Andy McQueen, în rolul Gustavo
- Dylan Taylor, în rolul Douglas
- Grace Lynn Kung, în rolul Chairman Mao
- Keir Dullea, în rolul istoricului

## Producție
Ramin Bahrani a dezvoltat o adaptare a romanului lui Bradbury, în Iunie 2016. În aprilie 2017 Michael Shannon și Michael B. Jordan au fost distribuiți în film, împreună cu Jordan de asemenea asumându-și un rol de producător executiv. În iunie Sofia Boutella a intrat în proiect împreună cu o personalitate a youtube Lilly Singh ca vlogger, dar și Lara Harrier ca Millie, soția lui Montang. Filmările au început în iulie 2017, iar audițiile lui Martin Donovan, Andy McQueen și Gace Lynn Kung au avut loc în august.

## Lansare
În 11 ianuarie 2018, HBO a postat pe Twitter lansarea trailerului. Un titlu folosit îna trailer a fost „Fapte. Ficțiune. Totul este ars“. Filmul a fost lansat în 19 mai 2018 după premiera de la Cannes 2018.

## Recepție
Filmul a primit mai multe reacții negative. Pe site-ul Rotten Tomatoes filmul a primit un rating de 35% bazat pe recenzia a 66 de spectatori și un rating de 5/10. 